# Бахави, Несар Ахмад
Несар Ахмад Бахави (перс. نثاراحمد بهاوی‎, род. 27 марта 1984) — афганский тхэквондист, серебряный призёр чемпионата мира, знаменосец команды Афганистана на Олимпиаде 2012 года.

## Карьера
В 2012 году на Олимпийских играх в Лондоне выиграл бой против марокканца Иссама Шернуби, но на следующем этапе проиграл аргентинцу Себастьяну Крисманичу.
В бою за бронзовую медаль снова уступил итальянцу Мауро Сармьенто.